# Johann Friedrich Pfaff
Johann Friedrich Pfaff   (Stuttgart, 22 de desembre de 1765 - Halle, 21 d'abril de 1825) va ser un matemàtic alemany de finals del segle xviii i començaments del XIX.

## Vida
Pfaff va ser el segon fill (de set) d'un matrimoni d'alts funcionaris de l'estat de Württemberg. El seu pare era el principal assessor econòmic del govern i la seva mare era filla del cap de la tresoreria pública. Des dels nou fins als vint anys, va estudiar a la Hohe Karlsschule, l'escola habitual per als funcionaris. Es va graduar en dret el 1785, i no va rebre formació específica en matemàtiques, que va estudiar pel seu compte amb les obres d'Euler.
Després de la seva graduació va emprendre un viatge per diverses universitats alemanyes, fins que va recalar a la Universitat de Göttingen, on va romandre dos anys estudiant amb Kästner. L'estiu de 1787 estava a Berlín ampliant els seus coneixements d'astronomia amb Bode. El 1788 el seu viatge el va portar a les universitats de Halle, Jena, Helmstedt, Viena i Praga.
El 1788 és nomenat professor titular a la Universitat de Helmstedt en substitució de Georg Simon Klügel, que s'havia traslladat a Halle. En el seu discurs inaugural (Programma inaugurale, 1788) investigava la utilització d'algunes equacions funcionals per al càlcul dels diferencials de funcions logarítmiques i trigonomètriques. En els primers anys a Helmstedt va dirigir tots els seus esforços a l'ensenyament de les matemàtiques, aconseguint que el nombre d'estudiants augmentés significativament.
En el darrer any del segle va tenir com a deixeble a un jove Gauss, a qui dirigirà la seva tesi doctoral (1799), proporcionant-li tot el seu suport. Gauss sempre va conservar una grata memòria de Pfaff com persona i com a professor.
El 1803 es va casar amb Caroline Brand amb qui va tenir dos fills. El primer d'ells va morir immediatament de néixer i el segon va ser historiador i va publicar la correspondència del seu pare.
El 1810, en tancar-se la Universitat d'Helmstedt, va ser traslladat a Universitat de Halle, on el 1812, va tornar a substituir, per defunció aquesta vegada, a Klügel com a director de l'observatori astronòmic.

## Principals obres
- 1786. De ortibus et occasibus siderum apud auctores classicos commemoratis
- 1788. Programma inaugurale in quo peculiarem differentialia investigandi rationem ex theoria functionum deducit
- 1788. Versuch einer neuen Summationsmethode
- 1797 Disquisitiones analyticae maxime ad calculum integralem et doctrinam serierum pertinentes
- 1799. Viro illvstri Abrah. Gotth. Kaestner De problemate e geometria cvrvarvm respondet simvlqve coetvs mathematicorvm seniori venerabili
- 1815. Methodus generalis, aequationes differentiarum partialium, nec non aequationes differentiales vulgares, utrasque primi ordinis inter quotcunque variabiles, complete integrandi, potser la seva obra més original, però que no va ser reconeguda fins que el 1827 Jacobi va publicar un article sobre ella. L'obra és el punt de partida de la teoria bàsica de la integració de funcions diferencials parcials.